# Rhorus pilosus
Rhorus pilosus là một loài tò vò trong họ Ichneumonidae.